# Ulrich Brand (Politikwissenschaftler)

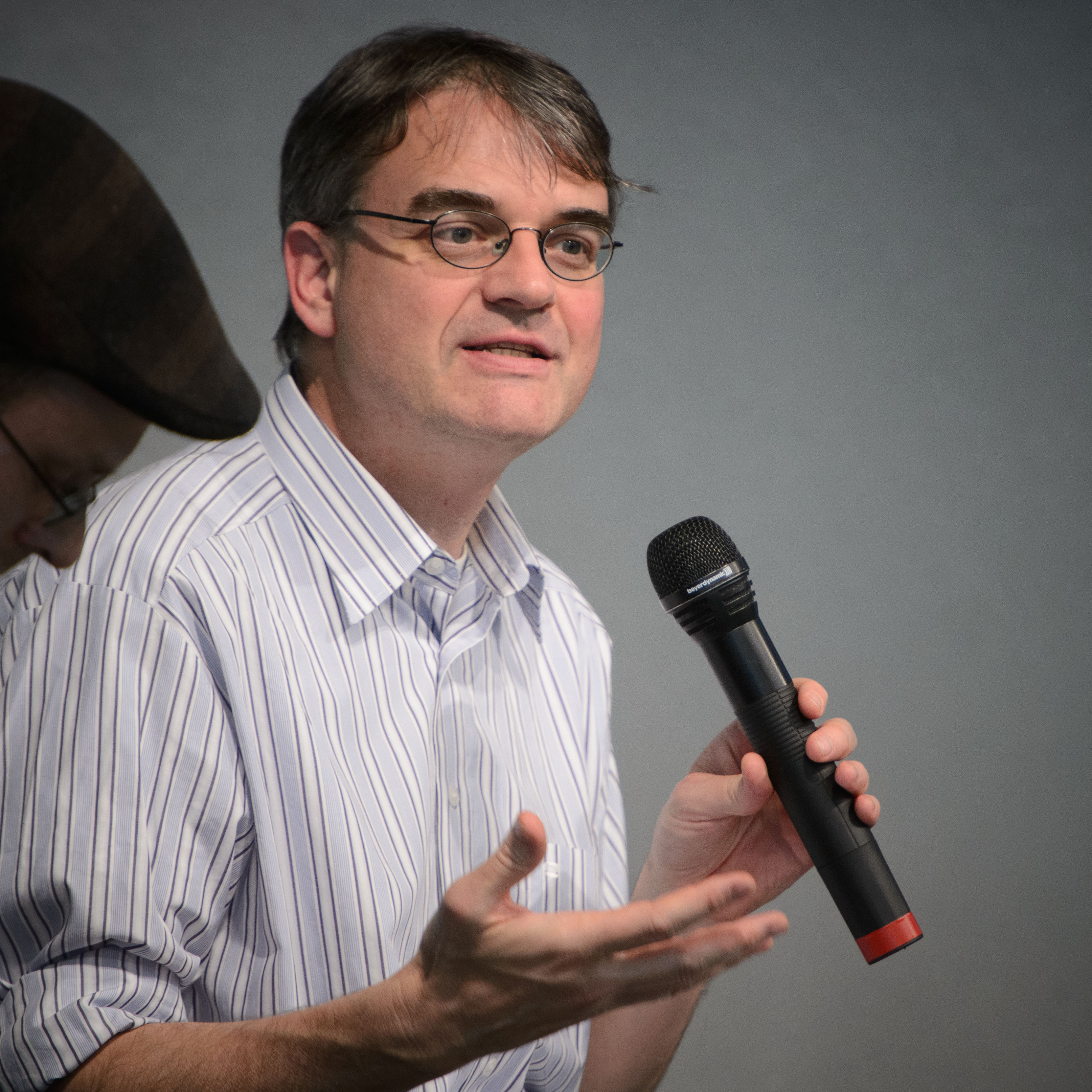
Ulrich Brand, 2014

Ulrich Brand (* 15. April 1967 auf der Insel Mainau) ist ein deutscher Politikwissenschaftler und seit September 2007 Universitätsprofessor für Internationale Politik an der Universität Wien. Er arbeitet zur Globalisierung und internationaler Ressourcen- und Umweltpolitik sowie zu Lateinamerika.

## Leben
Brand studierte zunächst Betriebswirtschaftslehre mit dem Schwerpunkt Tourismus an der Dualen Hochschule Baden-Württemberg Ravensburg. Das Studium beendete er 1989 mit dem Diplom und einem Ausbildungsabschluss als Hotelfachmann. Anschließend nahm Brand ein Studium der Politikwissenschaft und Volkswirtschaftslehre an der Johann Wolfgang Goethe-Universität Frankfurt am Main auf, das ihn auch nach Berlin, Buenos Aires und Detroit führte. Auch dieses Studium beendete er 1996 mit dem Diplom. Im Jahr 2000 wurde Ulrich Brand über Verhältnis von Staat und Nichtregierungsorganisationen in der internationalen Umweltpolitik promoviert. Zwischen 2001 und 2007 arbeitete er als wissenschaftlicher Assistent im Bereich „Globalisierung und Politik“ der Universität Kassel. 2006 wurde er dort mit der Arbeit Die politische Form der Globalisierung. Soziale Kräfte und Institutionen im internationalisierten Staat habilitiert.
Er ist aktiv im Kuratorium des Instituts Solidarische Moderne, in der Bundeskoordination Internationalismus (BUKO) sowie im Wissenschaftlichen Beirat von Attac Deutschland. Seit Mai 2011 ist er Mitherausgeber der politisch-wissenschaftlichen Monatszeitschrift Blätter für deutsche und internationale Politik.
Brand ist u. a. Mitglied der Assoziation für kritische Gesellschaftsforschung sowie der Österreichischen Gesellschaft für Politikwissenschaft (ÖGPW) und der Deutschen Vereinigung für Politische Wissenschaft (DVPW). In der DVPW fungierte er von 2006 bis 2012 als Sprecher der Sektion Politische Ökonomie. Von 2012 bis 2014 war er Leiter des Instituts für Politikwissenschaft an der Universität Wien, von 2011 bis 2013 akademischer Leiter des Master-Studiengangs Höhere Lateinamerika-Studien an der Universität Wien. 2016 war er Senior Fellow des Institute for Advanced Sustainability Studies (IASS) in Potsdam, dessen wissenschaftlichem Beirat er von 2017 bis 2022 angehörte.
Zur Europawahl 2024 war Brand Erstunterzeichnender der Kampagne Wir wählen links. Im gleichen Jahr war er Werbegesicht einer Kampagne zum Fortbestand der genossenschaftlichen Tageszeitung nd. Zur Bundestagswahl 2025 war er an der Formulierung eines Aufrufs zur Wahl der Partei Die Linke beteiligt.

## Werk
Brand betrachtet die ökologische Frage verschränkt mit ihren Voraussetzungen und ihren sozialen Bedingungen.
Die herrschenden öffentlichen Diskussionen thematisieren oft ein übermäßiges Wachstum auf endlichem Raum (Umweltökonomik).
Es gibt aber nicht eine schlichte Gegenüberstellung von Natur und Gesellschaft, sondern die Aneignung von Natur ist immer auch eine konkrete, gesellschaftliche Beziehung, daher ist dieses herrschende Dispositiv (Foucault) der öffentlichen Diskussion zu hinterfragen. Brand meint, dass die Krise der modernen Lebensweise sowohl eine ökologische, als auch eine soziale ist und diese sozial-ökologische Krise mit einer politischen Ökologie zu begreifen ist und nicht mit einer herkömmlichen Sichtweise einer Übernutzung des Planeten. Seine theoretische Arbeit ist Teil von Diskussionen über kritische Staats- und Hegemonietheorie (Antonio Gramsci, Nicos Poulantzas), Regulationstheorie und politische Ökologie.
Brand beschäftigt sich mit Fragestellungen der sozial-ökologischen Transformation in der multiplen Krise ab 2007, etwa wie der Globale Norden auf Kosten des Globalen Südens lebt. Es werde im strukturierten Alltag (Konsum, Mobilität, Kommunikation und Ernährung) überproportional auf die globale Arbeitskraft und die globalen Ressourcen der Schwellen- und Entwicklungsländer, vermittelt durch den Weltmarkt, zurückgegriffen.
Diese wird von Ulrich Brand und Markus Wissen als „imperiale Lebensweise“ bezeichnet, worunter sie eine imperiale Produktionsweise verstehen, bei der Ressourcen (Rohstoffe wie Erdöl und Land, aber auch Arbeitskraft) aus dem Süden extrahiert, im Norden verbraucht und über die Senken des Südens wieder entsorgt werden. Laut ihrer Darstellung handelt es sich dabei um eine Krise, deren zugrunde liegenden Konsum- und Produktionsmuster sich schwer politisieren lassen, sie haben sich gegenteilig in der Mittel- und Oberschicht des Nordens eher noch verfestigt und werden nach außen verteidigt. Es gibt zwar eine Rebellion, sichtbar z. B. durch den Erfolg des Rechtsextremismus – eine „rebellierende Selbstunterwerfung“ (Nora Räthzel), aber grundlegende Machtverhältnisse bleiben unangetastet.
Mit imperial ist das räumlich unbegrenzte Ausgreifen gemeint und dass diese Lebensweise andere Lebensweisen verdrängt. Der Begriff der Lebensweise erweitert den abstrakten Begriff des Lebensstils um die Alltagskultur. Dieser Begriff baut zwar auf der Regulationstheorie auf, umfasst auch aber zusätzlich die Alltagspraxen und den Alltagsverstand nach Gramsci, da ihm zufolge die Bedingungen für die zur Lebensunterhaltung insgesamt notwendige Reproduktionsarbeit scheinbar immer günstiger werden: Das Leben kann in unserer Gesellschaft auch bei Lohnkürzungen immer noch als lebenswert angesehen werden. Es soll hier aber nicht der einzelne „mündige Verbraucher“ angerufen werden, das sei zu unpolitisch, auch sei dieser z. B. auf dem Land oft auch auf das Kraftfahrzeug angewiesen.
Die Kosten für die Reproduktionsarbeit des einzelnen Subjekts, also die Arbeit zur Erhaltung seiner eigenen Arbeitskraft, werden unter den Bedingungen des Neoliberalismus im Norden, wenn auch etwa durch Externalisierung (weiterführend siehe Lessenich) der Kosten, eher geringer, der Neoliberalismus schaffe also selbst seine eigene Zustimmung, durch billigere Handys oder auch billigere Fernreisen. Diese imperiale Produktionsweise erscheint im Norden, wo die ökologischen Auswirkungen nur recht vermittelt (Wetterextreme, Stürme) spürbar sind, hegemonial, also breit akzeptiert und breitet sich sogar aus. Die Folgen sind im Norden im Gegensatz zum Süden noch weniger bedrohend.
Brand und Wissen formulierten ihre Analyse und Kritik der imperialen Lebensweise in dem 2017 erschienenen Buch Imperiale Lebensweise. Zur Ausbeutung von Mensch und Natur in Zeiten des globalen Kapitalismus aus, das in verschiedenen Medien breit rezipiert wurde. 2021 erschien mit The Imperial Mode of Living. Everyday Life and the Ecological Crisis of Capitalism eine englischsprachige Ausgabe, es folgten 2021 u. a. Übersetzungen ins Spanische (Tinta Limón Buenos Aires), Chinesische (Beijing University), Japanische (Iwanami Publishers) und Französische (Lux Éditeur, Montreal/Paris). Für 2023 ist die Übersetzung ins Arabische geplant (Center for Arab Unity Studies).
Hegemonie wird nach Gramsci als das Bemühen und die Fähigkeit der herrschenden Klasse verstanden ihre eigenen Interessen als die der Allgemeinheit darzustellen, etwa mit Standort- und Wachstumspolitik als unhinterfragbares Ziel. Es gelte hier auch Gegenhegemonien zu erschaffen, um den herrschenden Diskurs des Katastrophismus („Es ist schon fünf vor/nach zwölf“) zu verändern, der autoritäre, top-down Lösungen begünstigt. Weiters ist das Konzept der imperialen Lebensweise abzugrenzen von einem rein technologisch orientierten Diskurs (Elektroauto) oder von dem mündigen Konsumenten (Neoklassik), wo sich der politische Akt auf Kaufakte beschränkt.
Die Art und Weise der Naturaneignung kann mit dem Begriff gesellschaftliches Naturverhältnis gefasst werden. Damit kann bei gesellschaftlichen Bedürfnissen, etwa Mobilität, auch gefragt werden, wie das konkrete Bedürfnis nach Mobilität bedient werden kann und bedient wird und welche Interessen dahinter stehen. Macht und Interessen sind hier in die (auch  unbewussten, vgl. 'Habitus') Wünsche der Nutzer eingeschrieben. Die imperiale Lebensweise ist auch statusorientiert: die Mittelschicht grenzt sich durch mehr Konsum nach unten hin ab und dient jenen als Vorbild: Auch diese Konsumspirale treibt den CO2-Ausstoß voran. Ein Beispiel ist das Nutzen des Autos und die Interessen der Automobilindustrie. So ist die Nutzung von SUVs auch eine Bearbeitung der ökologischen Krise, nach dem Motto: Meine Kinder und ich kommen sicher durch den Starkregen. Der Blickpunkt fällt hier auf aktuell schon veränderte Lebensweisen: In Wien gibt es schon mehr autofreie als autobesitzende Haushalte, es gibt also schon Kipppunkte. Ein anderes Beispiel für eine stille Rebellion ist die Beschränkung des Fleischkonsums.
Mittelfristig geht es der politischen Ökologie nicht um das Ziel des individuellen Glücks, sondern um die Bedingungen für ein Gutes Leben für Alle und um eine solidarische, an Gebrauchswerten orientierte Ökonomie, die vorrangig nicht den (kapitalistischen) Wachstumszwang, etwa von Finanzmärkten, sondern ein attraktives Modell von Wohlstand ohne Appell auf individuellen Verzicht und Konsumismus ins Zentrum stellt. Als Akteur werde hier nicht der Staat, sondern einer Analyse der Veränderungen Karl Polanyis folgend, die vielfältigen sozialen Bewegungen (Care Revolution, Ernährungssouveränität, Recht auf Stadt u. v. a.) gesehen.

## Schriften
- zusammen mit Markus Wissen: Kapitalismus am Limit. Öko-imperiale Spannungen, umkämpfte Krisenpolitik und solidarische Perspektiven. Oekom, München 2024, ISBN 978-3-9872606-5-0.
- Crisis del modo de vida imperial y transiciones ecosociales, Catarata, Madrid 2023, ISBN 978-84-1352-882-3.
- zusammen mit Lara Kierot und Dirk Lange (Hrsg.): Solidarität in Zeiten multipler Krisen. Imperiale Lebensweise und Politische Bildung. Springer WS, Wiesbaden 2023, ISBN 978-3-658-40793-3.
- zusammen mit Markus Wissen: The Imperial Mode of Living. Everyday Life and the Ecological Crisis of Capitalism. Verso, London 2021, ISBN 978-1-78873-912-2.
- Post-Wachstum und Gegen-Hegemonie. Klimastreiks und Alternativen zur imperialen Lebensweise. VSA, Hamburg 2020, ISBN 978-3-96488-027-7.
- zusammen mit Roland Atzmüller et al. (Hrsg.): Capitalism in Transformation. Movements and Countermovements in the 21st Century, Edward Elgar, Cheltenham 2019, ISBN 978-1-78897-423-3.
- zusammen mit Christoph Görg (Hrsg.): Zur Aktualität der Staatsform. Die materialistische Staatstheorie von Joachim Hirsch. Nomos, Baden-Baden 2018, ISBN 978-3-8487-4962-1.
- zusammen mit Alberto Acosta: Radikale Alternativen. Warum man den Kapitalismus nur mit vereinten Kräften überwinden kann. Oekom, München 2018, ISBN 978-3-96238-014-4.
- zusammen mit Markus Wissen: Imperiale Lebensweise. Zur Ausbeutung von Mensch und Natur in Zeiten des globalen Kapitalismus. Oekom, München 2017, ISBN 978-3-96006-843-3.
- zusammen mit Helen Schwenken und Joscha Wullweber (Hrsg.): Globalisierung analysieren, kritisieren und verändern. Das Projekt Kritische Wissenschaft. VSA, Hamburg 2016, ISBN 978-3-89965-724-1.
- Lateinamerikas Linke. Ende des progressiven Zyklus? Eine Flugschrift. VSA, Hamburg 2016, ISBN 978-3-89965-700-5.
- zusammen mit Roland Atzmüller, Joachim Becker, Lukas Oberndorfer, Vanessa Redak und Thomas Sablowski (Hrsg.): Fit für die Krise? Perspektiven der Regulationstheorie. Westfälisches Dampfboot, Münster 2013, ISBN 978-3-89691-925-0.
- zusammen mit Bettina Lösch, Benjamin Opratko und Stefan Thimmel (Hrsg.): ABC der Alternativen 2.0. VSA, Hamburg 2012, ISBN 978-3-89965-500-1.
- zusammen mit Isabell Radhuber und Almut Schilling-Vacaflor (Hrsg.): Plurinationale Demokration. Gesellschaftliche und staatliche Transformation in Bolivien. Westfälisches Dampfboot, Münster 2012, ISBN 978-3-89691-893-2.
- zusammen mit Michael Löwy (Hrsg.): Globalisation et Crise Écologique. Une critique de l'économie politique par des écologistes allemands. Editions L'Harmattan, Paris 2012.
- Post-Neoliberalismus?: Aktuelle Konflikte und gegenhegemoniale Strategien. VSA, Hamburg 2011, ISBN 978-3-89965-424-0. (Buch als PDF-Datei).
- zusammen mit Eva Hartmann und Caren Kunze (Hrsg.): Globalisierung, Macht und Hegemonie: Perspektiven einer kritischen Internationalen Politischen Ökonomie. Westfälisches Dampfboot, Münster 2009, ISBN 978-3-89691-757-7.
- Globale Umweltpolitik und Internationalisierung des Staates: Biodiversitätspolitik aus strategisch-relationaler Perspektive. Westfälisches Dampfboot, Münster 2009, ISBN 978-3-89691-768-3.
- Gegen-Hegemonie. Perspektiven globalisierungskritischer Strategien. VSA, Hamburg 2005, ISBN 3-89965-116-2.(Buch als PDF-Datei).
- zusammen mit Christoph Görg, Karin Blank, Joachim Hirsch und Markus Wissen: Postfordistische Naturverhältnisse. Westfälisches Dampfboot, Münster 2003, ISBN 3-89691-540-1.
- zusammen mit Werner Raza (Hrsg.): Fit für den Postfordismus? Theoretisch-politische Perspektiven des Regulationsansatzes. Westfälisches Dampfboot, Münster 2003, ISBN 3-89691-529-0.
- zusammen mit Christoph Görg (Hrsg.): Mythen globalen Umweltmanagements. Rio + 10 und die Sackgassen „nachhaltiger Entwicklung“. Westfälisches Dampfboot, Münster 2002, ISBN 3-89691-596-7 (PDF – Einsprüche 13).
- zusammen mit Alex Demirović, Christoph Görg und Joachim Hirsch: Nichtregierungsorganisationen in der Transformation des Staates. Westfälisches Dampfboot, Münster 2001, ISBN 3-89691-493-6.
- zusammen mit Achim Brunnengräber und Lutz Schrader: Global Governance. Alternative zur neoliberalen Globalisierung? Westfälisches Dampfboot, Münster 2000, ISBN 3-89691-471-5 (PDF).
- Nichtregierungsorganisationen, Staat und ökologische Krise. Konturen kritischer NRO-Forschung. Das Beispiel der biologischen Vielfalt. Westfälisches Dampfboot, Münster 2000, ISBN 3-89691-473-1.
- zusammen mit Ana E. Cecena (Hrsg.): Reflexionen einer Rebellion. „Chiapas“ und ein anderes Politikverständnis. 2. Auflage. Westfälisches Dampfboot, Münster 2000, ISBN 3-89691-460-X.
- Chiapas und die Internationale der Hoffnung. Neuer ISP-Verlag, Köln 1997, ISBN 3-929008-34-3.